# Ray Goldberg
Ray Allen Goldberg (* 19. Oktober 1926 in Fargo, North Dakota, USA) ist ein US-amerikanischer Agrarökonom.

## Der Vater des Agribusiness
Als Ray Goldberg 1926 in Fargo, North Dakota, unweit der kanadischen Grenze, geboren wurde, betrieb sein Vater Max dort einen Landhandel, die „Goldberg Seed and Feed Co.“. Die Eltern Anne und Max Goldberg waren 1905 aus dem damals zu Russland gehörenden Litauen nach Fargo migriert und hatten sich in dem Ort niedergelassen, der damals etwa 25.000 Einwohner zählte. Seit er zehn Jahre alt war, arbeitete Ray Goldberg in dem Landhandelsgeschäft der Familie mit. Eine Verbindung zur Landwirtschaft bestand für ihn also von Anfang an. Sie sollte ihn für den Rest seines Lebens begleiten.
Als Student ging Ray Goldberg an die Harvard Business School, um sich auf die Führung des Familienunternehmens vorzubereiten. 1948 erwarb er dort einen Bachelor- und 1950 einen MBA-Abschluss. Nach dem Erwerb des Master-Titels verschob Goldberg seine geplante Rückkehr nach Fargo, um an der University of Minnesota in Agrarökonomie zu promovieren (Ph.D.). Dies gelang ihm 1952 nach nur zwei Jahren. Von 1952 bis 1955 führte Goldberg die Geschäfte der Familie in Fargo, bevor er 1955 ein Angebot annahm, an der Harvard Business School als Dozent tätig zu werden. Er unterrichtete den ersten Agribusiness-Kurs der Harvard Business School.

## Das Agribusiness-Konzept
Ray Goldberg war 1956 Dozent und Assistant Professor für Betriebswirtschaftslehre an der Harvard Business School, als er und der Direktor des Programms „Agriculture and Business“, der Professor John H. Davis (Jahrgang 1904), den Begriff „Agribusiness“ in der öffentlichen Wahrnehmung prägten und mit ihrem 1957 erschienenen Buch „A Concept of Agribusiness“ bekannt machten. Die beiden Autoren wollten die komplexe Wertschöpfungskette, die mit dem Kauf von Vieh oder Saatgut durch den Landwirt beginnt und mit einem verzehrfertigen Produkt endet, mit einem Wort beschreiben. Sie entwickelten gemeinsam das Agribusiness Programm an der Harvard Business School, das Goldberg später leitete.
„Agribusiness ist die Summe aller Betriebe, die mit der Herstellung und dem Vertrieb von landwirtschaftlichen Betriebsmitteln, den Produktionsverfahren auf dem landwirtschaftlichen Betrieb sowie der Lagerung, Verarbeitung und dem Vertrieb von landwirtschaftlichen Rohstoffen und daraus hergestellten Gegenständen befasst sind.“ (Davis und Goldberg, 1957)

## Unternehmertum und vertikale Integration
Das Werk hatte auch ein politisches Anliegen und richtete sich gegen die New-Deal-Programme des damaligen US-Präsidenten Franklin D. Roosevelt, da diese zu einem Anstieg der Agrarpreise führten. Davis und Goldberg befürworteten eine nicht politisch, sondern unternehmerisch gesteuerte Landwirtschaft, um den Agrarsektor zu entwickeln, in ihren Worten „zu revolutionieren“. Die Abhängigkeit von Staat und Politik sollte verringert werden. Als Mittel dazu wurde die vertikale Integration beschrieben. Sie erläuterten insbesondere, dass vertikal integrierte Unternehmen innerhalb der landwirtschaftlichen Wertschöpfungsketten die Möglichkeit hätten, Preise, Margen und deren Verteilung besser zu kontrollieren.
So formulieren sie in Ergänzung zahlreicher Input-Output-Tabellen der miteinander verbundenen Teilsektoren: „Diese Fakten werden präsentiert, nicht um zu zeigen, dass ein Segment der Agrarindustrie stärker auf sich selbst bezogen ist als ein anderes, sondern wir weisen auf die Auswirkungen der segmentierten Entscheidungsprozesse der Agrarindustrie hin, im Gegensatz zu einer Industrie, die hochgradig vertikal integriert ist. Der Punkt ist, dass die Agrarwirtschaft in sich selbst nicht die Gegenkräfte entwickelt hat, die notwendig sind, um die inhärente Schwäche des landwirtschaftlichen Sektors bei Marktungleichgewichten auszugleichen.“ Erst durch vertikale Integration entstünden Verbünde, die die landwirtschaftlichen Restriktionen in Bezug auf Inelastizität der Nachfrage, Kostensteigerung der Betriebsmittel bei unsicheren Erträgen und anderem mehr als Gesamtsystem ausgleichen könnten.
„Agribusiness“ ist inzwischen Teil der Alltagssprache geworden, während es für die Insider der Agrarökonomie fast gleichbedeutend mit Goldberg selbst ist. Er gilt als Nestor der Forschung auf diesem Gebiet und ist Autor, Co-Autor oder Herausgeber von 23 Büchern, mehr als 100 Artikeln und etwa 1000 Fallstudien aus diesem Bereich. Bis zu seiner Pensionierung im Jahr 1997 hatte er etwa 7000 Harvard-MBA-Studenten und 10.000 Executive-Education-Teilnehmer betreut.

## Spätwerk
In seinem Spätwerk fasste er die Grenzen des Untersuchungsbereiches weiter. In der März/April-Ausgabe des Jahres 2000 der Harvard Business Review schrieb er: „Da die Unterscheidung zwischen Nahrungsmitteln und Medizin verblassen wird, werden wir eine starke Verbreitung von Arzneimitteln auf Pflanzenbasis oder ‚Agrizeutika‘ sehen.“
Im Jahr 2017 erweiterte Goldberg angesichts des Aufstiegs von Gentechnik und Biotechnologie in der Landwirtschaft die Definition von Agribusiness nochmals und definierte es als ein System, das alle voneinander abhängigen Aspekte des Ernährungssystems einschließlich Medizin, Ernährung und Gesundheit abdecke.
In dem 2018 erschienenen Buch, Food Citizenship blickt Goldberg in die Zukunft der Branche. Lebensmittel seien das größte und wichtigste Segment der Weltwirtschaft. Aber bedeutende Entwicklungen in der Branche führten dazu, dass die Menschen das Vertrauen in viele Institutionen verlieren, die daran beteiligt sind, Lebensmittel auf unseren Tisch zu bringen, wird Goldberg in einem Beitrag zu dem Buch im Magazin Forbes zitiert. Goldbergs Ausblick wird in seinem Buch wieder positiver, nachdem er rund 40 führende Lebensmittelunternehmen aus Wirtschaft, Wissenschaft, Wissenschaft, Gesundheit und gemeinnützigen Organisationen befragt hat. Die Lebensmittelindustrie und das mit ihr verbundene Ökosystem orientiere sich zunehmend an den Interessen der Verbraucher, wenn es darum gehe, die Gesundheit zu fördern, nachhaltige Produktions- und Vertriebsmethoden voranzutreiben und die Umwelt zu schützen, so Goldberg.

## Weitere Tätigkeiten
Neben seiner Professur an der Harvard Business School war Ray Goldberg Mitglied in zahlreichen Kommissionen und Gremien. Er ist Mitglied der American Agricultural Economics Association und Past President der International Agribusiness Management Association.
Auch in der Privatwirtschaft saß er in diversen Aufsichts- und Beiräten, u. a. als: Member of the Board, Agrivida, Member of the Board, Daymon Associates, Member of the Board, Gold Kist (2004–), Member of the Board, Smithfield Foods (1999–2010), Member of the Board, Veritec.

## Privates
Ray Goldberg war seit dem 20. Mai 1956 mit Thelma E.Goldberg (1934–2015) verheiratet und hat drei Kinder.